# Saint-Maur, Oise

Saint-Maur este o comună în departamentul Oise, Franța. În 1 ianuarie 2022 avea o populație de 388 de locuitori.